# Jaskinia na Miłaszówce
Jaskinia na Miłaszówce – jaskinia znajdująca się w prawych zboczach Doliny Mnikowskiej na terenie wsi Mników, w powiecie krakowskim, w województwie małopolskim w województwie małopolskim, w powiecie krakowskim, w gminie Liszki. Pod względem geograficznym jest to obszar Garbu Tenczyńskiego w obrębie Wyżyny Krakowsko-Częstochowskiej.

## Opis jaskini
Miłaszówką nazywano część lasu, w której znajduje się jaskinia. Zlokalizowana ona jest w skalnym grzebieniu wznoszącym się zaraz za potokiem Sanka. Grzebień ten opada wzdłuż stoku do koryta potoku. Jaskinia ma powstały na pionowej szczelinie jeden otwór u zachodniego podnóża skalnego grzebienia. Okrągły otwór o średnicy 2,5 m jest myty. Za nim ciągnie się na długości około 20 m korytarz mający postać rury. Jego końcowy odcinek podnosi się w górę i zablokowany jest dużymi głazami. Przestrzenie między nimi wypełnione są gliną. Doświadczalnie stwierdzono jednak, że ma on połączenie ze znajdującą się po drugiej stronie skały Jaskinią nad Miłaszówką.
Jaskinia powstała w wapieniach z okresu jury późnej. Występujące w niej kotły wirowe i kominy świadczą o tym, że powstała w strefie saturacji. Na ścianach i stropie występują nacieki jaskiniowe: zwietrzałe grzybki, draperia naciekowa, polewy, żebra i mleko wapienne. Namulisko jest skąpe, gdyż zostało w 1881 roku wybrane podczas badań archeologicznych.
Przy otworze występują mchy Eurhynchium pulchellum, skrzydlik grzebieniasty Fissidens dubius, Neckera complanata, Orthothecium intricatum i wątrobowiec Pedinophyllum interruptum. W głębi jaskinia jest wilgotna, rozproszone światło słoneczne dociera tylko na kilka metrów w głąb jaskini. Ze zwierząt obserwowano wiele gatunków pajęczaków: Amaurobius fenestralis, Collobius claustrarius, Tegenaria silvestris, Cybaeus angustiarum, Pardosa monticola, sieciarz jaskiniowy Meta menardi, Diplocephalus cristatus, Nesticus cellulanus, Phrurolithus festivus, Leiobunum rupestre, zaleszczotek książkowy Chelifer cancroides, a także ślimaki i motyla szczerbówka ksieni Scoliopteryx libatrix.

## Historia badania i eksploracji
Jaskinia znana jest od dawna. Po raz pierwszy wzmiankował ją Gotfryd Ossowski w 1882 r. Przeprowadził w niej badania archeologiczne, a ich wyniki opublikował w 1883 r. Stwierdził, że w jaskini obozowali ludzie w okresie neoliti i w epoce brązu. W najgłębszej warstwie paleolitycznej znalazł liczne kości zwierząt, m.in. takich, jak mamut, nosorożec włochaty, niedźwiedź jaskiniowy, koń, jeleń, lis, nie znalazł natomiast żadnych wytworów ludzi. W grubej warstwie między paleolitem występowały tylko ślady zamieszkiwania ludzi. W górnej warstwie namuliska znalazł rzeźbione figurki ludzi i zwierząt, wraz z kamieniem gładzonym, wyrobami z kości, przęślicami, ułamkami naczyń glinianych i kości zwierząt domowych. Zarzucono mu nieautentyczność opisanych kości. W 1885 r. przeprowadził dyskusję nad autentycznością tych kości. W 1903 r. M. Hoernes ocenił jednak opisane przez G. Ossowskiego kości jako falsyfikaty. W 1913 r. E. Kiernik wzmiankuje o znalezieniu w jaskini szczątków wilka, E. Niezabitowski w 1914 r. szczątków renifera. W 1981 r. E. Sanocka-Wołoszynowa zbadała florę pajęczaków w jaskini. Znalazła 11 gatunków.
Jaskinię zinwentaryzował J. Żurowski w 1922 r. Plan jaskini i opis sporządził M. Czepiel w 1976 r., zaktualizowali A. Górny i M. Szelerewicz w 2009 r.
Jaskinia jest często odwiedzana. Świadczą o tym pozostawione w niej śmieci i napisy na ścianach.

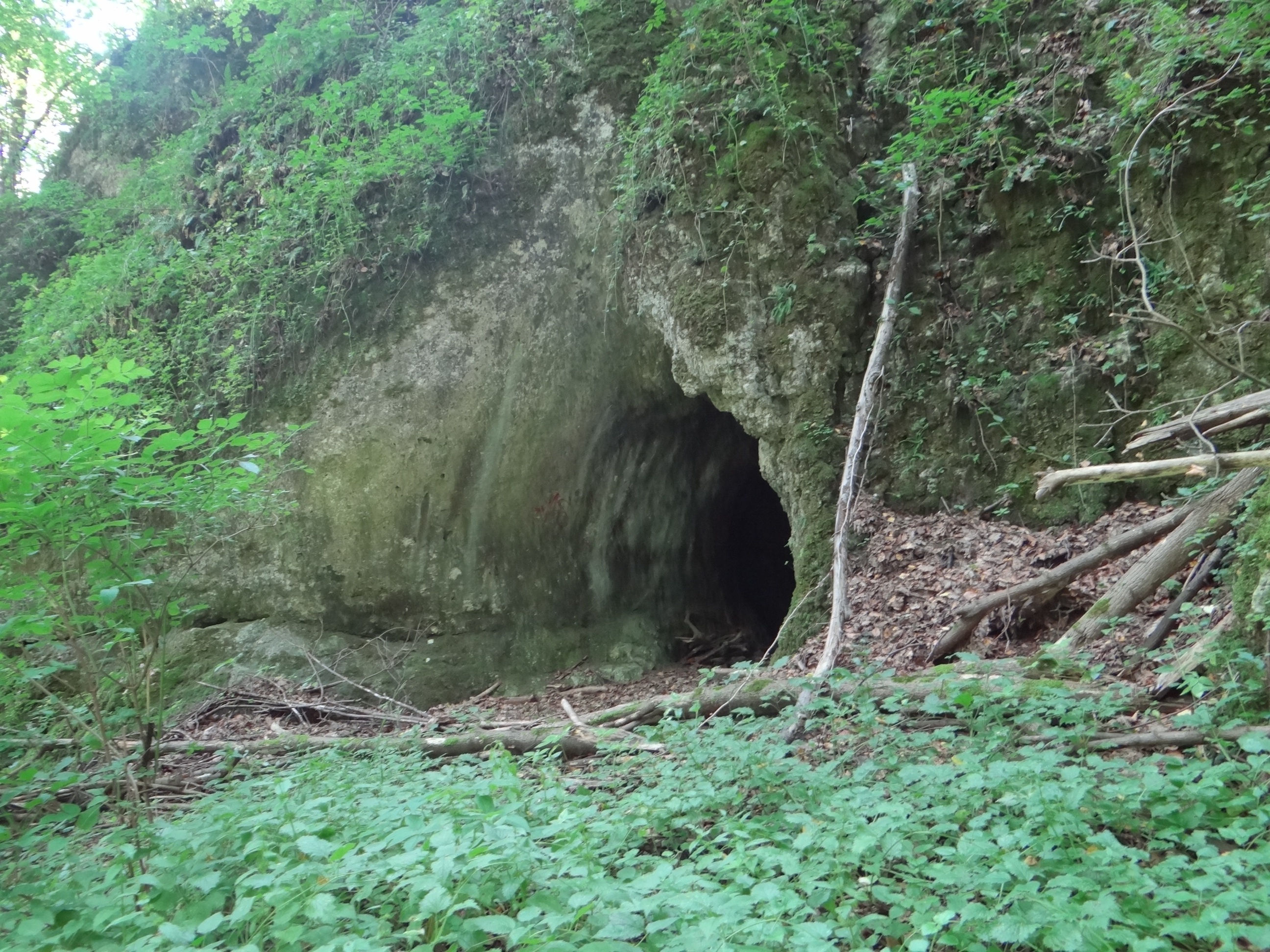
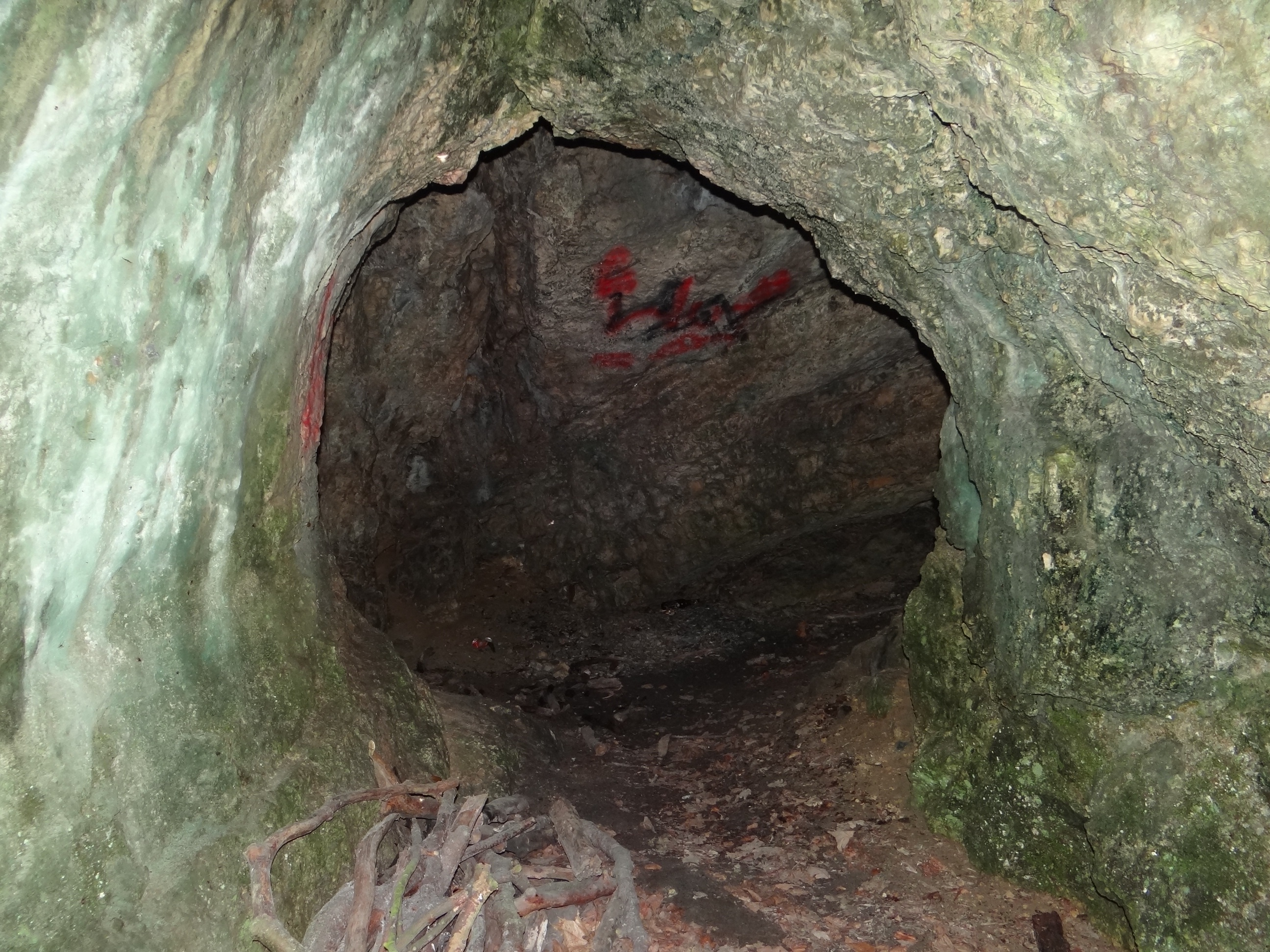
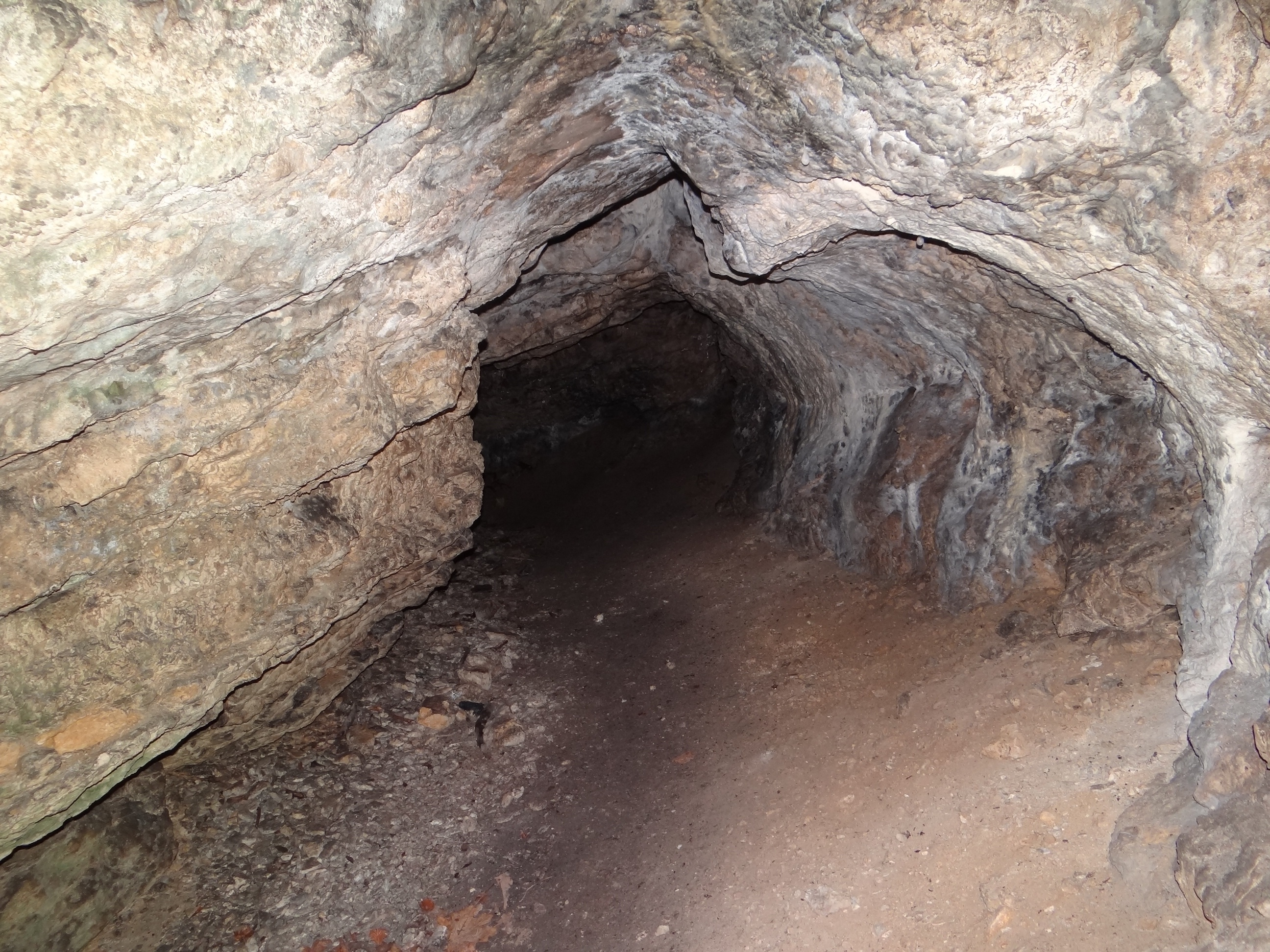
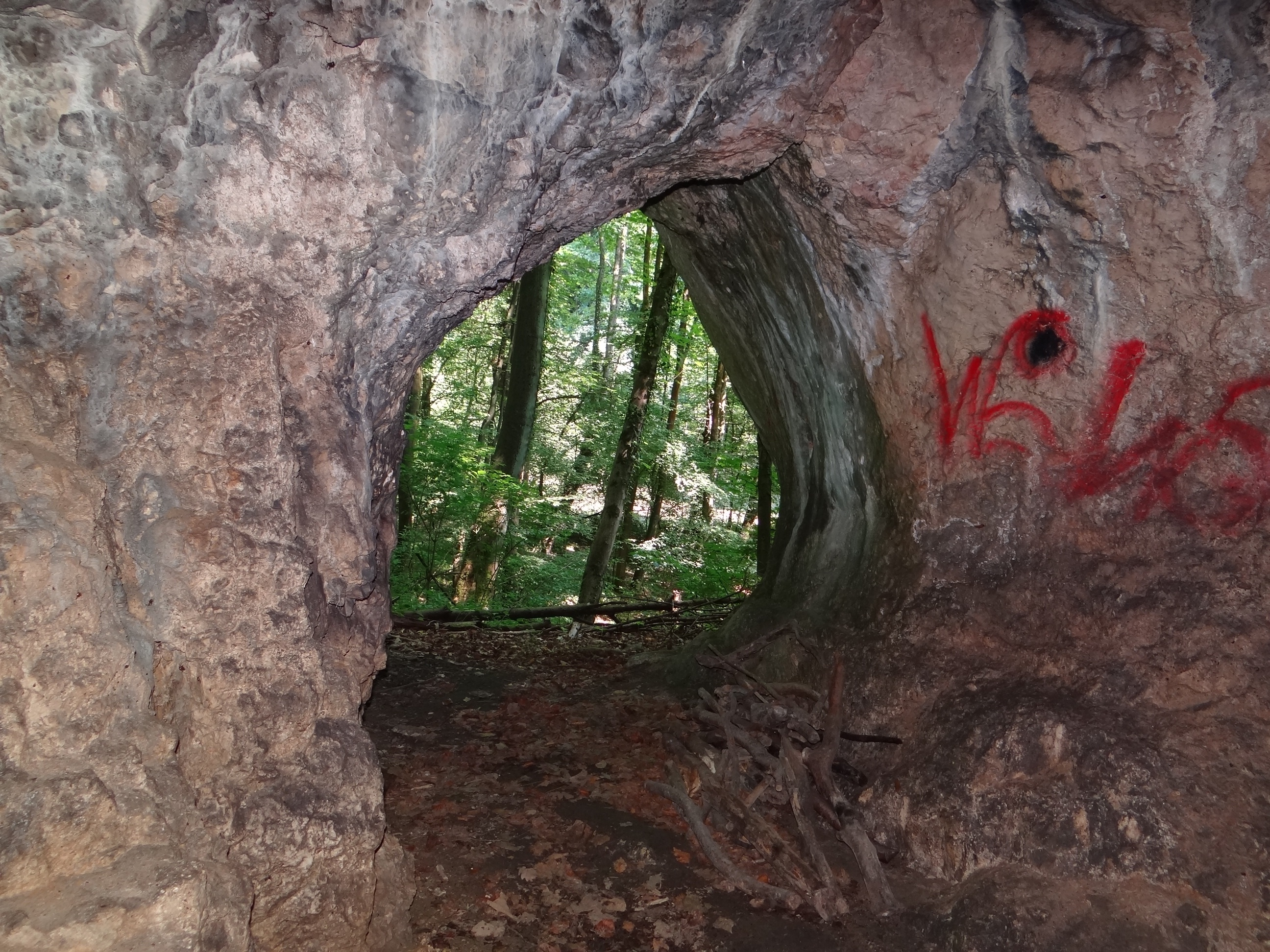